# Tan Taigi
Tan Taigi (1709 - 9 d'agost de 1771) va ser un poeta de haikai o haijin, de mitjans del període Edo.

## Biografia
A Edo, va estudiar a l'escola de haiku Edo-za amb Yoshikitsu, sota la direcció de Takarai Kikaku, deixeble directe de Matsuo Bashō. També en aquesta època va interactuar amb el món del teatre i la gent de karyukai(prostitutes, geishas, etc). Després de viatjar per Oshu (a la prefectura d'Iwate) va anar a Kyoto el 1751 (el primer any de l'era Horeki) i va visitar Tsukushi (nom que rebia antigament Fukuoka) l'any següent.
A Kyoto, es va allotjar fent de sacerdot al temple Daitoku-ji. El 1754 (quart any de l'era Horeki), va rebre el patrocini de Donji, propietari de la guarnició Kikyoyaal barri vermell de Shimabara i es va traslladar a Fuyaan, va dirigir Fuyann i va adorar a Bashō. Al barri vermell de Shimabara, va ensenyar haikai i lliçons a prostitutes.
Pel que fa al haikai, va tenir una gran varietat d'amistats, interactuant amb l'escola Kei de Kyoto i intercanviant missatges amb Keitsu, Yonaka i Yoshinori II. Durant el període Meiwa, va participar en la formació de l'escola Sankasha per Buson Yosa i altres poetes, feta per revitalitzar l'herència de Matsuo Bashō i les formes més serioses del haikai.
A part dels haijin i els mestres de Yuuri, els noms de les dones es poden veure en l'anuari teixit per Taigi. Molts d'ells pueden compararse amb la guia del barri de Shimabara Yuuri ``Hitome Senken'', i parlen de Taiyu i Tenjin reals. Els seus haikai són elaborats, com per exemple parodiar Hyakunin Isshu i llegir els noms de les cançons de jiuta. També es diu que va reviure l'esdeveniment de mostrar fanalets a Shimabara a la tardor, però no se sap del tot.
Taigi viuria a Shimbara fins a la seva mort, només sortia de Shimbara cada sis anys de l'era Horeki per anar a Edo, convidat per en Gogumo, en els seus viatges s'establia a casa d'en Gogumo temporalment, i durant aquell temps es relacionava amb els seus companys haijin.
A Espanya es pot llegir la seva obra gràcies al llibre de l'editorial Satori, "Gato sin dueño"

## Obres
- Taigi kusen